# Jiaozhi
 (novembre 2017).
 (mai 2023).
La mise en forme du texte ne suit pas les recommandations de Wikipédia : il faut le « wikifier ».
Les points d'amélioration suivants sont les cas les plus fréquents. Le détail des points à revoir est peut-être précisé sur la page de discussion.
- Les titres sont pré-formatés par le logiciel. Ils ne sont ni en capitales, ni en gras.
- Le texte ne doit pas être écrit en capitales (les noms de famille non plus), ni en gras, ni en italique, ni en « petit »…
- Le gras n'est utilisé que pour surligner le titre de l'article dans l'introduction, une seule fois.
- L'italique est rarement utilisé : mots en langue étrangère, titres d'œuvres, noms de bateaux, etc.
- Les citations ne sont pas en italique mais en corps de texte normal. Elles sont entourées par des guillemets français : « et ».
- Les listes à puces sont à éviter, des paragraphes rédigés étant largement préférés. Les tableaux sont à réserver à la présentation de données structurées (résultats, etc.).
- Les appels de note de bas de page (petits chiffres en exposant, introduits par l'outil «  Source ») sont à placer entre la fin de phrase et le point final[comme ça].
- Les liens internes (vers d'autres articles de Wikipédia) sont à choisir avec parcimonie. Créez des liens vers des articles approfondissant le sujet. Les termes génériques sans rapport avec le sujet sont à éviter, ainsi que les répétitions de liens vers un même terme.
- Les liens externes sont à placer uniquement dans une section « Liens externes », à la fin de l'article. Ces liens sont à choisir avec parcimonie suivant les règles définies. Si un lien sert de source à l'article, son insertion dans le texte est à faire par les notes de bas de page.
- La présentation des références doit suivre les conventions bibliographiques. Il est recommandé d'utiliser les modèles {{Ouvrage}}, {{Chapitre}}, {{Article}}, {{Lien web}} et/ou {{Bibliographie}}. Le mode d'édition visuel peut mettre en forme automatiquement les références.
- Insérer une infobox (cadre d'informations à droite) n'est pas obligatoire pour parachever la mise en page.

Pour une aide détaillée, merci de consulter Aide:Wikification.
Si vous pensez que ces points ont été résolus, vous pouvez retirer ce bandeau et améliorer la mise en forme d'un autre article.

Carte des provinces (dont le Jiaozhi au sud) de l'empire des Ming sous Yongle, lors de son expansion maximale.

Giao Chi (vietnamien : Quận Giao Chỉ) ou Jiaozhi (chinois : 交趾郡 ; pinyin : jiāozhǐjùn ; litt. « Comté Jiaozhi » en sino-vietnamien : Giao Chỉ quận) ou encore bộ Giao Chỉ (sino-vietnamien : Giao Chỉ bộ) est une zone géographique du Viêt Nam, renommée Giao Châu (vi) (交州, jiāozhōu) en 203, et correspondant à un découpage administratif utilisé sous la dynastie Hùng et les périodes de domination chinoise, le zhou étant plus généralement un découpage administratif chinois. 
Au début du XVe siècle, après avoir chassé les Ming hors du Vietnam, le roi Lê Lợi a divisé le pays en cinq nouvelles divisions administratives, mettant ainsi fin à l'existence du Giao Chi. Elle contenait la commanderie de Jiuzhen (en), sous les Han et jusqu'aux Tang.

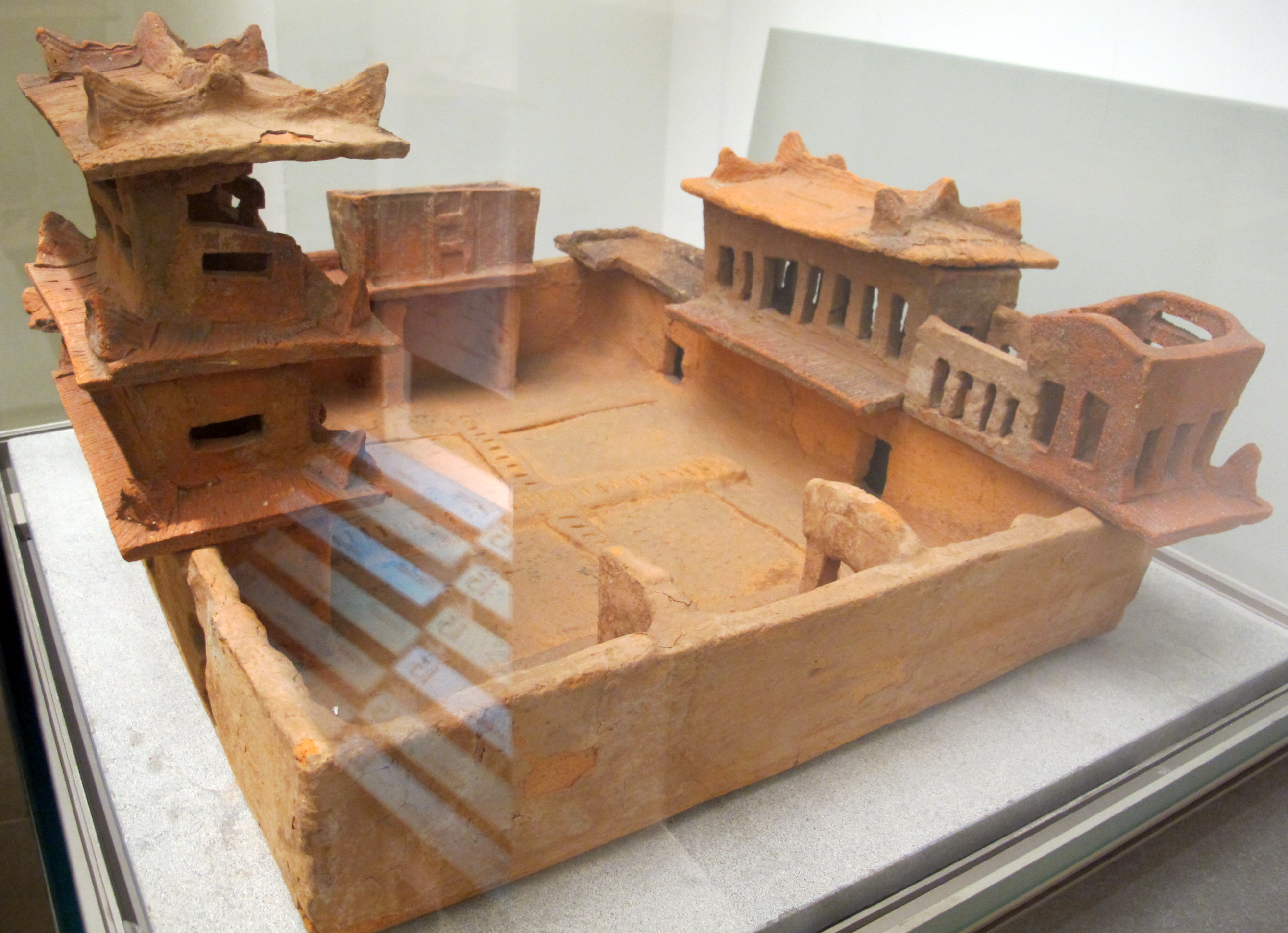
modèle funéraire d'une ferme fortifiée

## Étymologie
Giao Chi est aussi le nom des Vietnamiens antiques. Giao, c’est-à-dire l’association entre les gens, l’action réciproque ou l’activité de se croiser. D’autres commentaires suggèrent que ce mot concerne Giao Long, autrement dit le Dragon, qui est un animal miraculeux dans la légende du Vietnam. Toutefois, le mot Chi n’est pas expliqué clairement.
Giao Chi était le nom de quelques provinces, commanderies, préfectures et comtés au Nord du Vietnam à partir de la période de Van Lang jusqu’à la fin de la dynastie des Ming.
Il faut noter que le nom Van Lang était utilisé pour l’un des quinze districts du pays Van Lang, le premier nom du Vietnam, sous la dynastie des Hung (258 av J.-C.). Ce district comprenait Hanoï et la zone de la rive droite de la rivière Rouge. Ce terme et son utilisation sont donc antérieur au terme Giao Chi.

## Sous la domination chinoise
En 111 av. J.-C., la dynastie des Han (Chine) s'empare du royaume de Nanyue, qui s'étend sur une partie du sud de la Chine et le nord du Vietnam. La partie vietnamienne de ce royaume est divisée en six districts qui composent la province Giao Chi ; un découpage administratif qui a été mis en place par Zhao Tuo (vietnamien : Triệu Đà), le premier roi de Nanyue. Selon d'anciens livres, ce district contenait tout le Nord du Vietnam d’aujourd’hui, sauf la région de l’amont de la rivière Noire et de la rivière Ma.
Sous l’empereur chinois Han Lingdi (168-169) de la dynastie des Han, Ly Tien est le premier Vietnamien qui devient gouverneur de Giao Chi. Il a prié l'Empereur de nommer mandarin des Vietnamiens talentueux mais ce n’est pas accepté. Par la suite, un autre Vietnamien, appelé Ly Cam a demandé à l'Empereur avec instance et finalement, d'autres indigènes ont eu une position plus élevée dans la société.
Durant la période des Trois Royaumes de Chine, Giao Chi était administrée par l’exarque Si Nhiep, un vassal du Royaume de Wu. Pendant son mandant, les peuples de ce district se sont soulevés plusieurs fois contre l’autorité, mais chacune de ces révolte s'achève par un échec.
En 938, Ngô Quyền – un Vietnamien – a vaincu les Han à la rivière Bach Dang, nommé le pays Dai Viet et fait de Cổ Loa sa capitale.
Au début du XVe siècle (1407-1427), après avoir occupé le Dai Viet, l'empereur Ming Yongle de la dynastie Ming recrée la province de Giao Chi, qui recouvre toute la superficie du royaume du Vietnam tel qu'il était au temps des Ho. Cette province comprend 15 préfectures subordonnées et 5 préfectures indépendantes. Après avoir chassé les Ming hors du Vietnam et fondé la Dynastie Lê, le roi Lê Lợi divise le pays en cinq divisions administratives et supprime définitivement l'utilisation du nom Giao Chi.

## La signification du motGiao Chi
Plusieurs historiens ont fait mention de significations variées de ce mot. Giao peut-être c’est l’association entre les gens, de se croiser ou un type de Dragon du Vietnam. Mais Chi, est quant à lui un nom plus compliqué, et n’est pas encore expliqué de manière univoque par les experts. Comme l’auteur Nguyen Van To l’a souligné, ce mot a 4 sens selon le caractère chinois : pied, orteil, trace et plancher. D’après Do Huu, Chi est le gros orteil, donc Giao Chi signifie soit que « les orteils se croisent ». La plupart des savants chinois et vietnamiens sont d’accord avec cette idée.
Cette signifie se base sur les caractéristiques des Vietnamiens antiques, c’est l’écartement entre le gros orteil et les autres doigts du pied. Si une personne se tient droite, ses deux gros orteils se croisent. Pourquoi est-ce que ces personnes ont des orteils si bizarres ? Certains disent que les Vietnamiens auparavant dans les rizières devaient y aller pieds nus, ce qui provoque un grossissement de gros pieds et l’écartement de gros orteil par rapport aux autres orteils.
En 1868, le docteur Clovis Thorel a remarqué que les deux gros orteils se croisant était une caractéristique des Annamites (ancienne dénomination occidentale des Vietnamiens). Grâce aux différentes recherches, les scientifiques ont conclu que ce phénomène n’était pas une pathologie, mais un phénomène de variation (nom scientifique : variation atavique).